# Patrascu Dobry
Patrascu Dobry, rum. Pătrașcu cel Bun, (zm. 26 grudnia 1557) – hospodar wołoski od marca 1554 do 26 grudnia 1557 z dynastii Basarabów. Syn hospodara wołoskiego Radu VII Paisie. Przydomek Dobry zyskał w kronikach wołoskich z uwagi na pozytywnie oceniany charakter rządów nad państwem i bojarami.

## Polityka zagraniczna
W 1556 roku z rozkazu Wysokiej Porty Patrascu zorganizował wyprawę wojenną do Siedmiogrodu w celu przywrócenia na tron niepełnoletniego Jana Zygmunta Zapolyi, który musiał się wycofać przed Habsburgami do Polski wraz z matką, królową Izabelą Jagiellonką. Wyprawa, w której wzięło udział ok. 14 tys. żołnierzy, wkroczyła na teren Siedmiogrodu w maju i czerwcu 1556 roku. Jednocześnie zaufany kanclerz hospodara Socol wybrał się z misją do Lwowa w celu sprowadzenia królowej Izabeli. Podczas działań Patrascu współpracował z hospodarem mołdawskim Aleksandrem Lăpușneanu i w październiku 1556 roku wszedł do ówczesnej stolicy Siedmiogrodu – Kluża. Cała wyprawa zakończyła się sukcesem, a Izabela objęła rządy w imieniu młodego Jana Zygmunta, które sprawowała do swojej śmierci (w 1559 roku). W 1557 roku z powodu dalszych niepokojów na terenie Siedmiogrodu zaszła potrzeba zorganizowania przez Patrascu kolejnej ekspedycji. Hospodar nie towarzyszył jednak swojemu wojsku, ponieważ zachorował i 26 grudnia 1557 roku zmarł. Według niektórych relacji miał zostać otruty przez kanclerza Socola, który sam myślał o zajęciu tronu hospodara. Ta wersja nie jest jednak potwierdzona, wiadomo jedynie, że po kolejnym powrocie do władzy na Wołoszczyźnie Mirczy VII Pastucha, Socol uciekł do Siedmiogrodu, zabierając ze sobą 400 tys. dukatów zmarłego hospodara.

## Rodzina
Patrascu był żonaty z Voicą, córką bojarów z Slătioare. Z tego małżeństwa pochodziła czwórka dzieci – córka Maria oraz trójka synów: Piotr (późniejszy hospodar Piotr II Kolczyk), Vintilă (również hospodar) oraz Patrascu, zwany Cypryjczykiem.
Według niektórych opinii historyków synem Patrascu z nieprawego łoża miał być Michał Waleczny, niemniej obecnie pogląd ten nie jest utrzymywany i uważa się, że Michał Waleczny nie miał żadnych związków z tym hospodarem.
Patrascu Dobry jest pochowany w rumuńskim monastyrze Dealu.